# 缪贤
缪贤（？—？），战国时期赵国的宦官令。是赵惠文王的宠臣，曾跟随与燕王
会面，燕王私下里握着缪贤的手，声称愿意与他结为朋友。后来小偷从昭阳处偷窃了和氏璧几十年后卖给缪贤，赵惠文王得知，想取和氏璧，缪贤不愿交出，因而获罪，缪贤想起燕王的话便计划出逃燕国。他的门客蔺相如得知后劝阻，认为燕国弱小而赵国强大，当初缪贤是赵王的宠臣，因此希望结为盟友。此时缪贤得罪赵王出奔燕国，燕王必定不敢收留，相反地还会把他绑起来移交赵国。蔺相如建议迟交和氏璧是小事，缪贤应向惠文王肉袒伏斧質請罪，必定得到赦免。缪贤照做後果然得到惠文王的赦免。事后，缪贤认为蔺相如有智有谋，可委以重任。
前283年，秦昭襄王派使者来赵国，愿以十五座城来换赵王收藏的“和氏璧”。赵国群臣商议后认为奉璧予秦国恐得不到城池，但不奉璧予秦国则可能被秦国攻打，因此惠文王悬疑未决，缪贤便上前向赵王献计，以先前蔺相如劝自己的例子，表示其门客蔺相如可以出使秦国，惠文王采纳了他的建议。蔺相如通过自己的智慧成功保住了和氏璧，而秦国也没有献出城池，史称完璧歸趙。